# František Jiří Mach
František Jiří Mach, pseudonym František Jiří (5. srpna 1869 Kutná Hora – 10. prosince 1952 Pečky), byl český hudební pedagog a skladatel.

## Život
Byl synem kapelníka a hudebního skladatele Františka Josefa Macha, který byl v době narození syna kapelníkem ostrostřelců. Vystudoval Učitelský ústav v Kutné Hoře a hudbě se učil u svého otce a u pedagoga Učitelského ústavu Aloise Strébla. Od roku 1892 byl učitelem a posléze i ředitelem měšťanské školy v Pečkách. V roce 1929 odešel do výslužby. Kromě učitelského povolání byl kolem roku 1900 i ředitelem kůru. Svými články a referáty přispíval do časopisu Česká hudba.

## Dílo
V době, kdy byl ředitelem kůru, zkomponoval řadu chrámových skladeb. Složil rovněž mnoho sborů, směsí národních písní a populárních melodií, dokonce i dvě operety. Některé jeho skladby vyšly tiskem, ale jako skladatel se příliš neprosadil. Výrazněji zasáhl do hudební pedagogiky. Publikoval na 60 prací z metodiky a pedagogiky hudby. S manželkou vydali v roce 1920 Zpěvoherní repertoir a příručku Ukazatel dur i moll tónin. Používány jsou rovněž jeho instruktivní skladby.